# Alicates extensibles

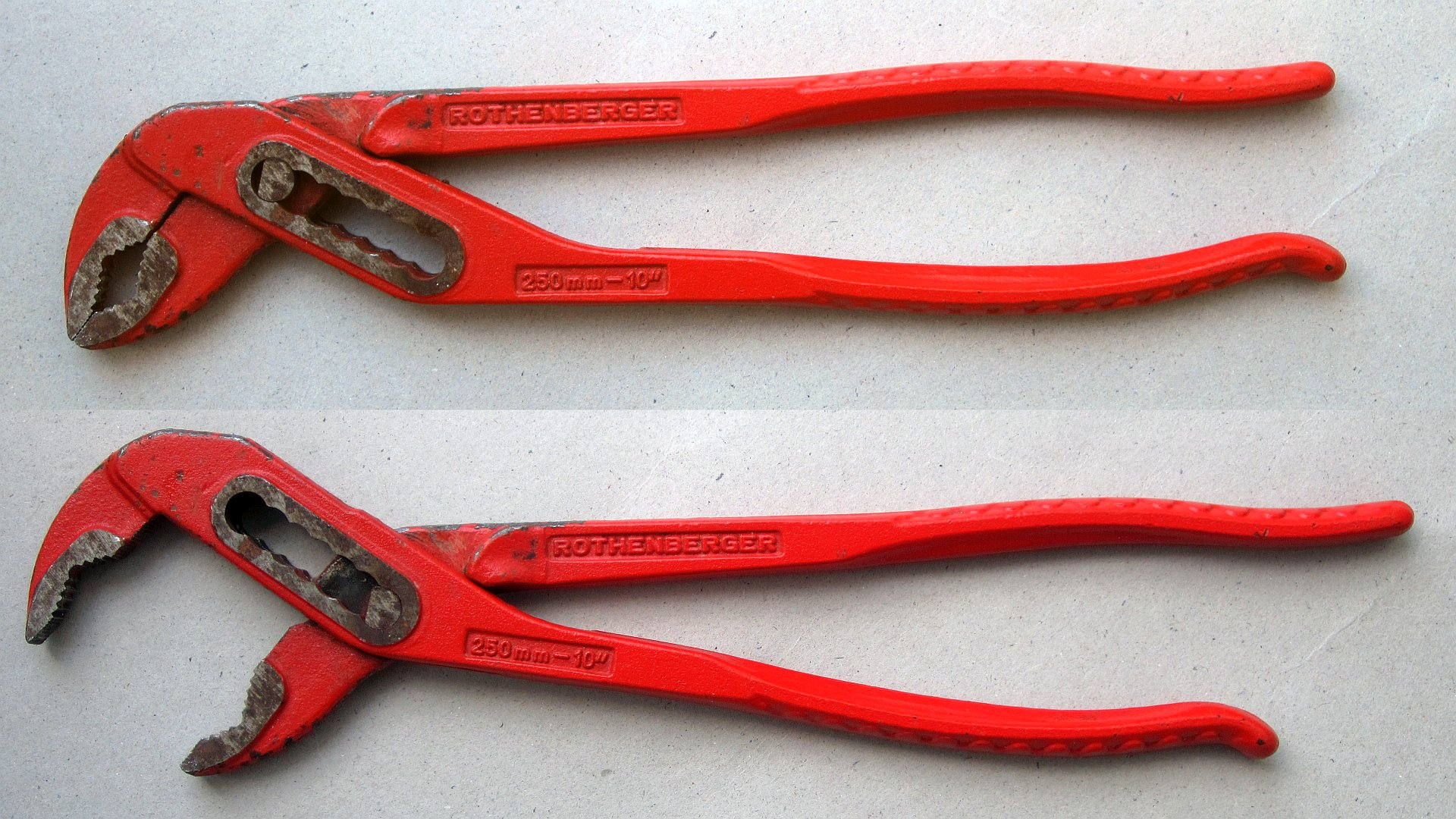
Pinza pico de loro

Los alicates extensibles, también denominados  pinza pico de loro, alicates de pico de loro o simplemente pico de loro, son un tipo de alicates ajustables. Tienen unas fuertes bocas de apriete generalmente dispuestas unos 45 o 60 grados con respecto a los mangos. La mandíbula inferior se puede mover a una serie de niveles por deslizamiento a lo largo de una sección de seguimiento bajo la mandíbula superior. Una ventaja de este diseño es que la pinza se puede ajustar a un gran número de tamaños manteniendo las mordazas paralelas y sin que aumente la distancia de agarre en el mango . Estas pinzas tienen a menudo unos mangos largos, normalmente de 9,5-12 pulgadas de longitud para poder hacer palanca.
Las pinzas pico de loro se utilizan normalmente para apretar  tuercas y tornillos de gran tamaño, para sujetar objetos de forma irregular, y para apretar materiales diversos.
Este diseño de pinzas fue inventado y popularizado por el Champion-DeArment Tool Company en 1934 bajo el nombre de marca Channellock (después de que la compañía finalmente tomara su nombre) aunque actualmente son fabricadas por un gran número fabricantes.